# Ga Bupyeong
Ga Bupyeong (Tiếng Hàn: 부평역, Hanja: 富平驛) là ga tàu điện ngầm nằm ở Bupyeong-gu, Incheon, Hàn Quốc. Nhà ga này nằm trên Tàu điện ngầm Seoul tuyến 1 và Tàu điện ngầm Incheon tuyến 1. Đây là một trong những nhà ga đông đúc nhất trên tuyến Incheon vì vị trí trung tâm và kết nối với tuyến Seoul.

## Bố trí ga

### Tàu điện ngầm vùng thủ đô Seoul tuyến 1 (1F)
| ↑ Bugae  | ↑ Bugae  | Bugae ↓  |
| \| １    | \| ３    | \|       |
| ↑ Baegun | Dongam ↓ | Baegun ↓ |

| 1 | ● Tuyến 1 | Địa phương                 | ← Hướng đi Uijeongbu · Dongducheon · Yeoncheon |
| 2 | ● Tuyến 1 | Tốc hành·Tốc hành đặc biệt | ← Hướng đi Bucheon · Guro · Yongsan            |
| 3 | ● Tuyến 1 | Tốc hành·Tốc hành đặc biệt | → Hướng đi Juan · Dongincheon →                |
| 4 | ● Tuyến 1 | Địa phường                 | → Hướng đi Juan · Incheon →                    |

### Tàu điện ngầm Incheon tuyến 1 (B4F)
| Chợ Bupyeong ↑ |
| \| N/B         |
| ↓ Dongsu       |

| Hướng Bắc | ● Incheon tuyến 1 | ← Hướng đi Gyeyang                             |
| Hướng Nam | ● Incheon tuyến 1 | → Hướng đi Công viên lễ hội ánh trăng Songdo → |

## Chợ dưới lòng đất
Nhà ga được kết nối với một lối đi ngầm, bao gồm các cửa hàng nhỏ bán nhiều loại hàng hóa khác nhau, bao gồm quần áo, phụ kiện, thiết bị điện tử và sách. Nhiều hàng hóa trong số này có thể được mua với giá rẻ hơn so với các cơ sở bán lẻ tiêu chuẩn. Ngoài ra, tòa nhà ga còn có cửa hàng Uniqlo , khu ẩm thực, cửa hàng bán lẻ, nhiều nhà hàng và một cửa hàng Lotte Mart lớn.

## Văn hoá đại chúng
Nhà ga đã xuất hiện nhiều lần trong bộ phim Hàn Quốc nổi tiếng My Sassy Girl.

## Thư viện

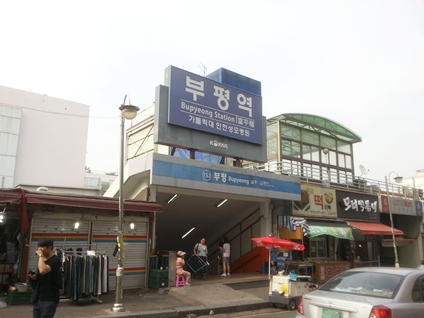
Lối ra ở ga Bupyeong
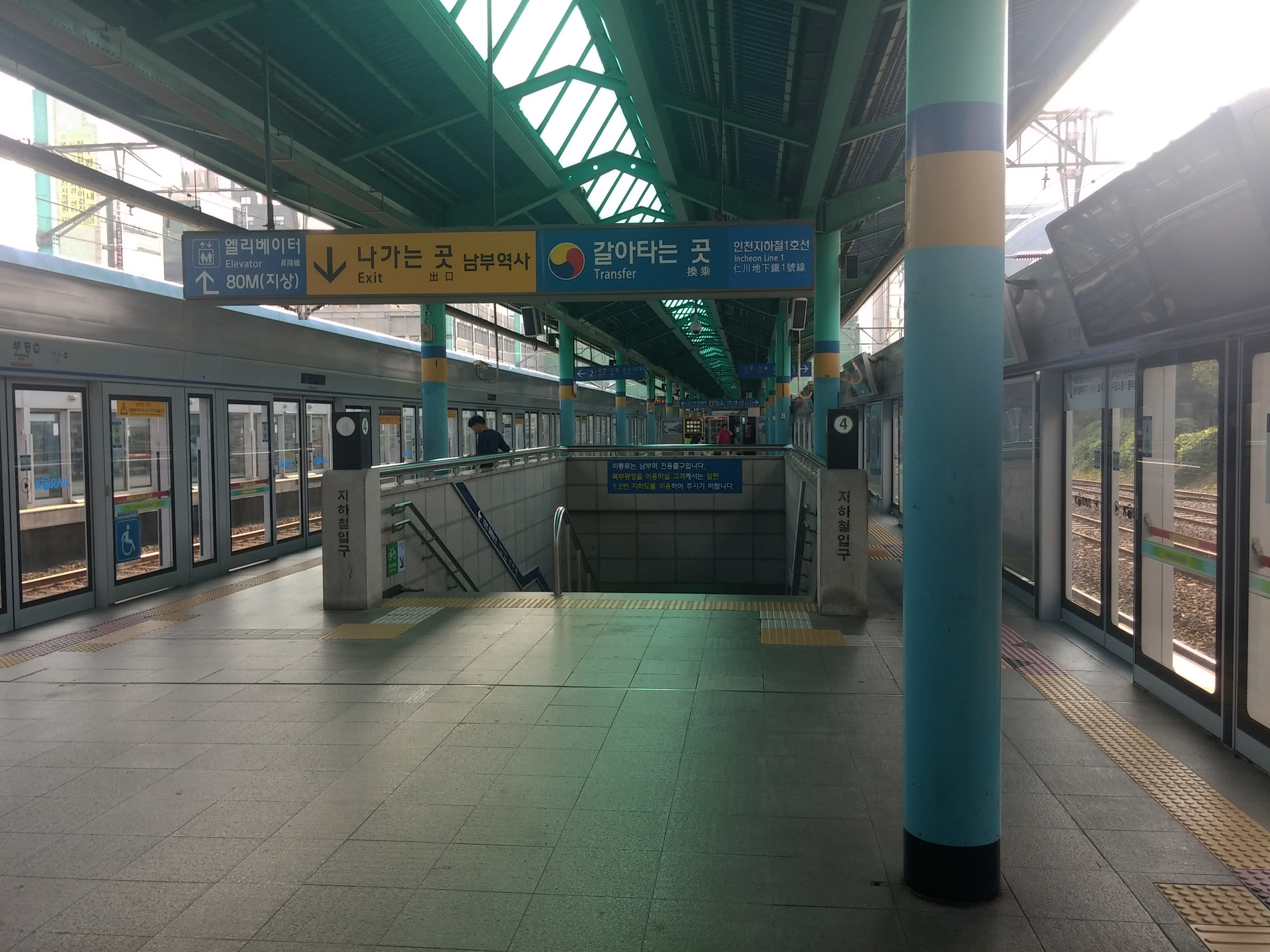
Lối vào lối đi tàu điện ngầm ở ga Bupyeong
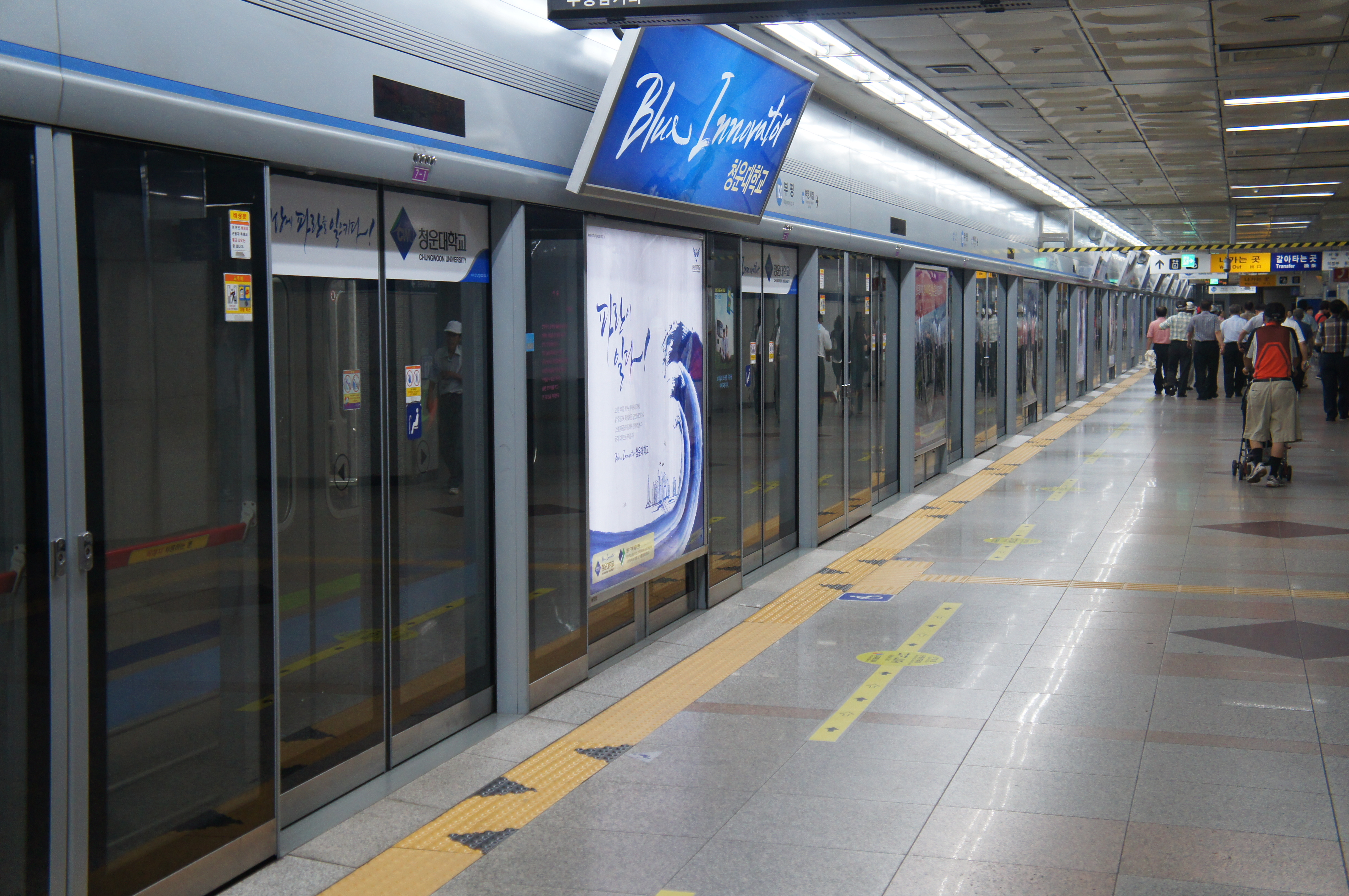
Tàu điện ngầm Incheon tuyến 1 được đặt tên ở ga Bupyeong